# Université de Pittsburgh
Pour les articles homonymes, voir Pitt.
L'université de Pittsburgh est une université publique située à Pittsburgh en Pennsylvanie, surnommée Pitt.

## Présentation

La cathédrale de l'Apprentissage (Cathedral of Learning).

L'école de médecine (University of Pittsburgh School of Medicine) et le centre médical (University of Pittsburgh Medical Center, ou UPMC) de l'université sont connus comme centre de transfusion d'organe réputé. UPMC emploie plus de 50 000 personnes avec un revenu annuel supérieur à 8 milliards de dollars ce qui en fait le plus gros employeur de l'ouest de la Pennsylvanie.
En février 2010, l'université est classée au 5e rang des institutions du National Institutes of Health et en 2010, elle est le 13e meilleur hôpital de tous les États-Unis .
L'université a également un rôle important dans la recherche de système de défense contre le bioterrorisme.
En plus de l'excellente réputation de l'université sur le plan médical, l'université de Pittsburgh est également connue pour être une des meilleures en ce qui concerne les finances. Ainsi, le département d'enseignement des finances (Joseph M. Katz Graduate School of Business) est actuellement classé 36e sur l'ensemble du pays et 56e au monde (classement du Financial Times de Londres). De plus, selon le Wall Street Journal, l'université est parmi les dix premières des écoles publiques aux États-Unis.
Pitt accueille la cathédrale de l'Apprentissage (Cathedral of Learning), édifice de 535 pieds de hauteur (163 mètres) . Il s'agit du deuxième édifice scolaire au monde après la tour de l'Université d'État de Moscou ( Russie).

### Dates repères de l'Université

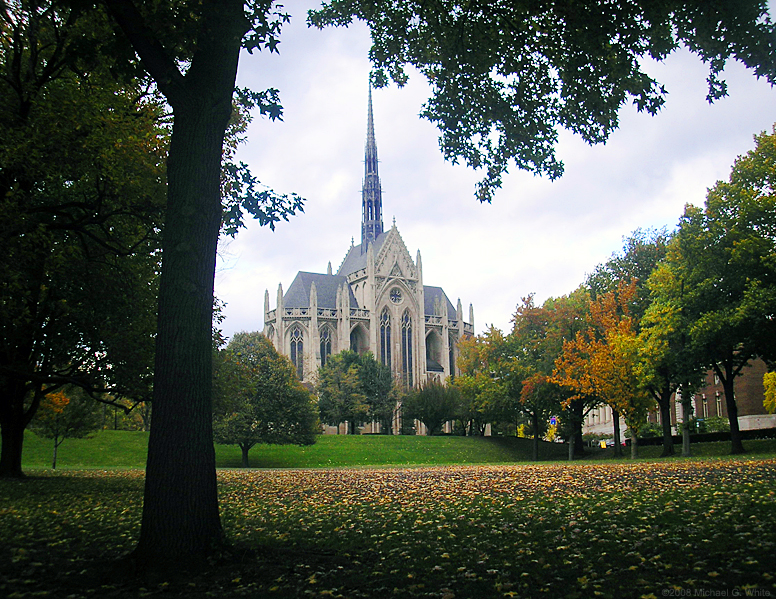
La chapelle à la mémoire de Henry J. Heinz sur le campus de l'Université.

Originellement fondée par Hugh Henry Brackenridge en tant que Pittsburgh Academy (Académie de Pittsburgh) en 1787, l'université de Pittsburgh fait partie d'un groupe d'universités et de collèges fondés au XVIIIe siècle aux États-Unis.
En 1819, l'université est renommée Western University of Pennsylvania (université occidentale de Pennsylvanie) puis prend son nom actuel en 1908.
En 1966, la Pennsylvanie désigne l'université en tant que «state-related» et donc en tant que telle, Pitt reçoit des aides publiques. Actuellement, cette aide s'élève à la hauteur de 200 millions de dollars par an et Pitt accorde des frais d'inscription réduits pour les résidents de l'État. L'université est souvent considérée comme une université publique.
Jonas Salk et d'autres chercheurs de Pitt ont inventé le  vaccin contre la poliomyélite (ou tout simplement polio) dans le laboratoire de recherche sur les virus de l'université.
En 1984, une opération de double transplantation d'organe est réalisée (première au monde) .
En 1991, le chancelier Wesley Posvar prend sa retraite après 24 années de collaboration avec l'université. Il est remplacé par Mark Nordenberg depuis 1996.
En 1999, Pitt Stadium, le stade historique des Pitt Panthers est rasé.

### Le campus

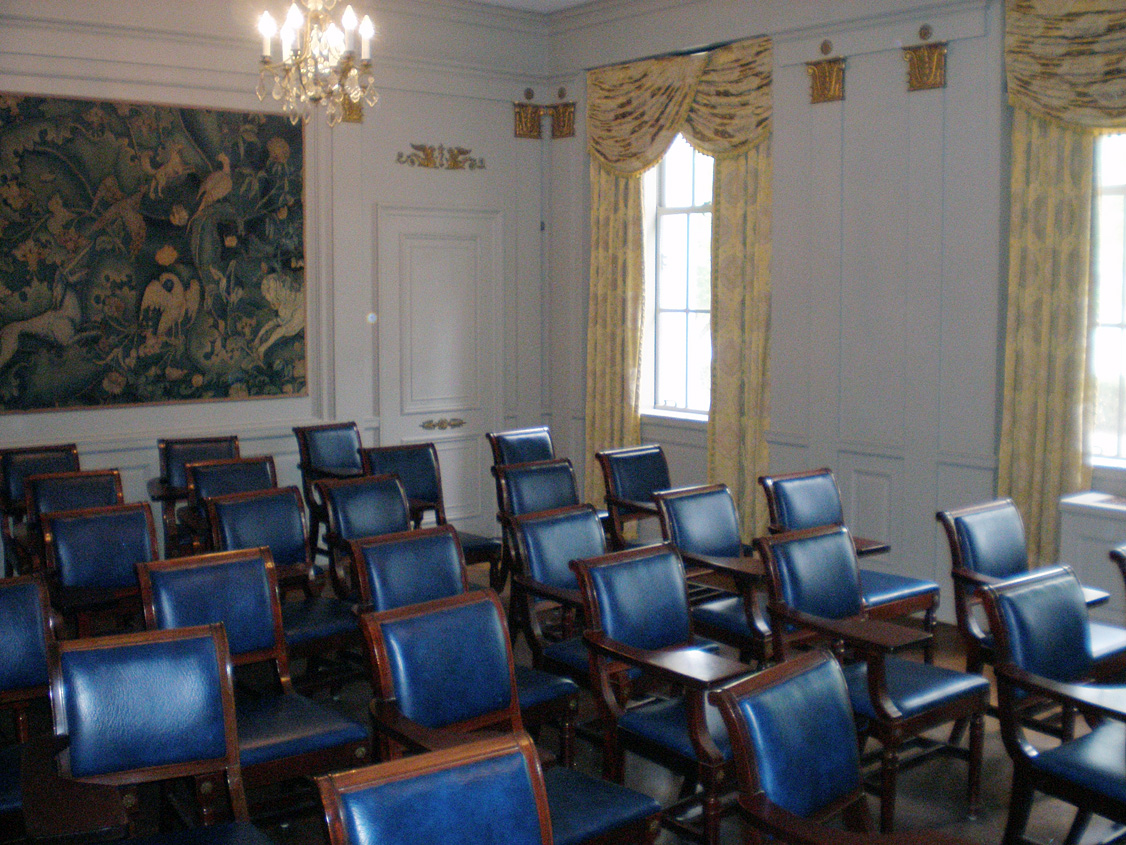
La salle de classe de nationalité française dans la cathédrale de l'Apprentissage.

Le campus principal de l'université se situe dans le quartier de Pittsburgh d'Oakland et l'université a également des antennes locales à Bradford, Greensburg, Johnstown et Titusville en Pennsylvanie.
L'université Carnegie-Mellon est presque adjacente au campus de Pitt et les deux universités se font face de chaque côté de la vallée : Panther Hollow.

## Éducation
Certains professeurs peuvent enseigner pour les deux universités de Pittsburgh et les étudiants de l'université peuvent obtenir le grade de master ou encore docteur dans les domaines suivants : pharmacie, soin infirmier, médecine, dentiste, finances, ingénierie, droit, …

## Sport

Logo des Pittsburgh Panther, équipe sportive universitaire de l'université de Pittsburgh.

Les équipes de sport de l'université s'appellent les Panthers et participent aux compétitions universitaires organisées par la National Collegiate Athletic Association. Pittsburgh fait partie des divisions :
- Atlantic Coast Conference.
- Division I FBS pour le football américain

### Football américain
L'équipe de football américain a gagné à de nombreuses reprises le championnat (1915, 1916, 1918, 1929, 1931, 1934, 1936, 1937 et 1976),.

#### Anciennes vedettes des Panthers de football
- Mike Ditka
- Aaron Donald
- Tony Dorsett
- Dan Marino
- Curtis Martin
- Antonio Bryant
- Larry Fitzgerald
- Darrelle Revis
- Andy Lee
- LeSean McCoy
- Kenny Pickett

#### Stade

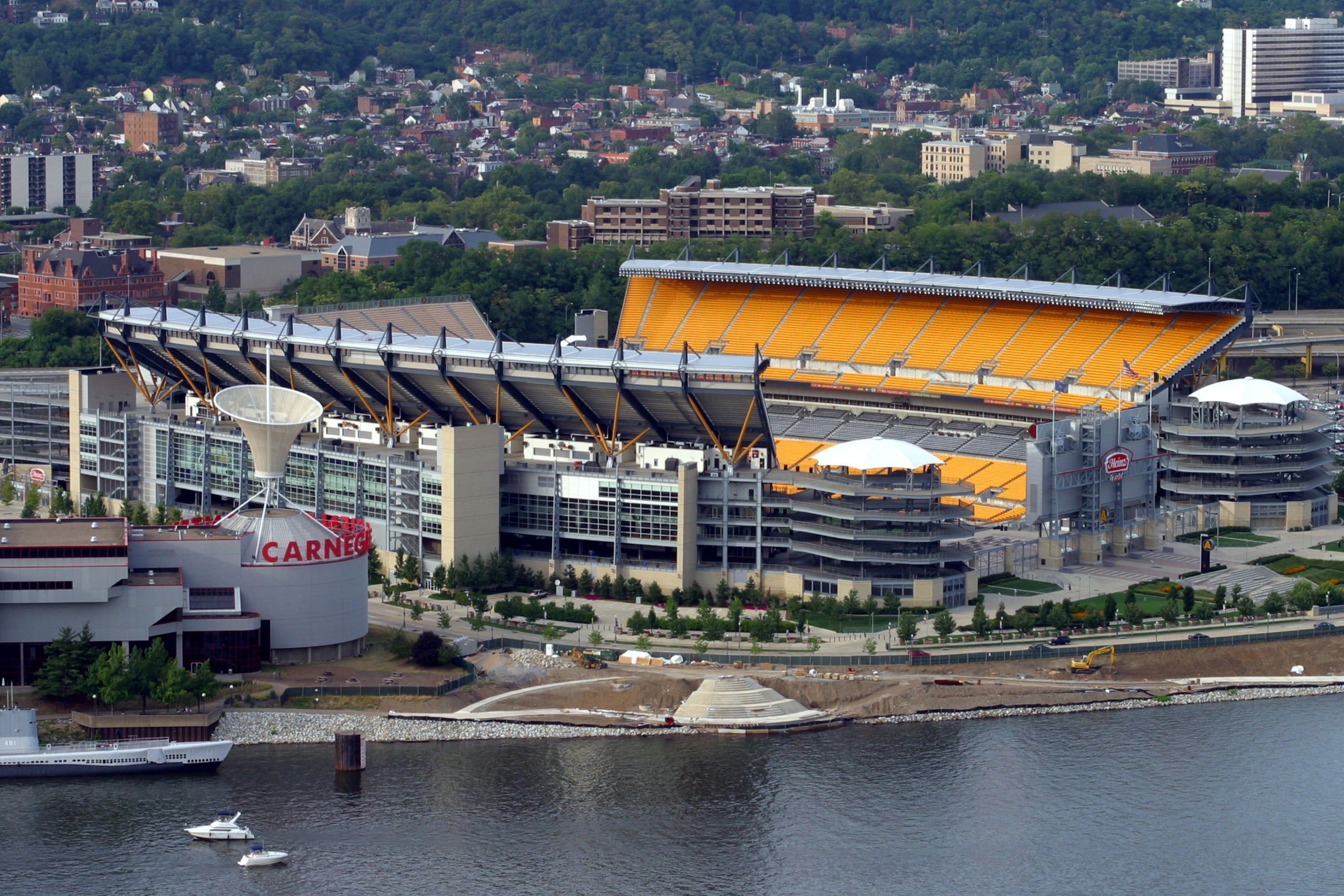
Le Heinz Field vu du Mont Washington, l'Ohio au premier plan.

Traditionnellement, l'équipe de football américain évoluait dans le Pitt Stadium mais en 1999 il est rasé et il a fallu attendre deux ans avant que l'équipe des Steelers de Pittsburgh prête son terrain, le Heinz Field, aux universitaires. Les soirs de victoires de l'équipe, la Cathedral of Learning est illuminée des couleurs des Panthers (jaune et bleu).

### Basket-ball
L'équipe masculine de basket de Pitt a également gagné des championnats (1928 et 1930). Plus récemment, lors des six dernières années, l'équipe a gagné trois titres consécutifs de la saison régulière de la Big East Conference. L'équipe a même gagné le tournoi de Big East Conference en 2003.
La salle de basket s'appelle Petersen Events Center et les Pittsburgh Xplosion de la Continental Basketball Association y évoluent de temps en temps.

#### Anciennes vedettes des Panthers de basket-ball
- Billy Knight
- Charles D. Smith
- Ricardo Greer
- Chevon Troutman
- Aaron Gray
- DeJuan Blair
- Steven Adams

## Fraternitéssur le campus
Une fraternité, de l'anglais fraternity, est une société secrète ou pseudo-secrète d'étudiants et d'anciens étudiants universitaires. Ces organisations se retrouvent en grand nombre aux États-Unis et au Canada.
| North-American Interfraternity Conference (IFC) - Alpha Epsilon Pi - Delta Chi - Delta Phi - Delta Tau Delta - Kappa Sigma - Lambda Chi Alpha - Phi Kappa Theta - Phi Sigma Kappa - Pi Kappa Alpha - Sigma Alpha Epsilon - Sigma Alpha Mu - Sigma Chi - Sigma Phi Epsilon - Tau Epsilon Phi - Tau Kappa Epsilon - Zeta Beta Tau | National Pan-Hellenic Council (NPHC) - Alpha Kappa Alpha - Alpha Phi Alpha - Delta Sigma Theta - Kappa Alpha Psi - Omega Psi Phi - Phi Beta Sigma - Sigma Gamma Rho - Zeta Phi Beta Autres fraternités - Phi Delta Theta | National Panhellenic Conference (NPC) - Alpha Delta Pi - Alpha Epsilon Phi - Chi Omega - Delta Delta Delta - Delta Phi Epsilon - Delta Zeta - Kappa Delta - Kappa Kappa Gamma - Sigma Delta Tau - Sigma Sigma Sigma - Theta Phi Alpha Multiculturelles - Theta Nu Xi |

## Medias étudiants
- WPTS-FM est une station de radio non commerciale appartenant à l'université de Pittsburgh. La radio peut être écoutée en Pennsylvanie ou sur le net[9].
- The Pitt News est un journal indépendant tenu par les étudiants. Le journal est publié tous les jours en période scolaire et chaque mercredi pendant les vacances d'été[10].
- Telefact est une ligne téléphonique qui répond aux questions des étudiants.
- Friday Nite Improvs est un spectacle d'improvisation théâtrale qui existe depuis 1989. Les spectacles ont lieu chaque semaine dans la Cathedral of Learning.
- UPTV est une chaîne de télévision interne gérée par les étudiants. Seuls les étudiants sur le campus peuvent capter les émissions de la chaîne.
- Three Rivers Review et Collision sont deux publications des undergraduate semestrielles traitant de poésie.
- Le Redeye Theatre Project est un festival de théâtre qui se tient chaque année pendant 24 heures.

## Anciens élèves ou professeurs
- Andrew Mellon
- Paul Churchland
- Bibiana Cujec
- Bas van Fraassen
- Ronald Rudin
- Samuel Pierpont Langley
- Carlo Rovelli
- Slaheddine Malouche
- Justin Cathal Geever (aka Justin Sane)
- Frederick Kaufman
- Toi Derricotte
- Suad Joseph
- Laurence Zitvogel
- Vjosa Osmani-Sadriu
- Amadou Thierno Diallo
- Delphine Traoré Maidou
- Barbara Neely